# Chris Smalling
Christopher Lloyd "Chris" Smalling (nascut el 22 de novembre de 1989) és un jugador professional de futbol anglès que juga com a defensa central a l'AS Roma i a la selecció nacional d'Anglaterra.

## Palmarès
Manchester United FC
- 1 Lliga Europa de la UEFA: 2016-17
- 2 Premier League: 2010-11, 2012-13
- 1 Copa anglesa: 2015-16
- 1 Copa de la lliga anglesa: 2016-17
- 3 Community Shield: 2010, 2011, 2013

AS Roma
- 1 Lliga Europa Conferència de la UEFA: 2021-22